# Union Fechtclub Wien
Der Union Fechtclub Wien (abgekürzt UFC) ist ein Fechtverein mit Sitz in der Hofmühlgasse 15 in Wien.

## Geschichte
Am 1. Januar 1895 eröffnete der italienische Fechtmeister Luigi Barbasetti seinen in Wien gelegenen Fechtsaal in St.-Anna-Hof in der Annagasse 3a. Am 18. Januar 1895 wurde schließlich der Verein unter dem Namen „Union Club“ gegründet. Die moderne italienische Fechtkunst sollte so in Wien verbreitet werden. Am 7. März 1895 wurde der Vereinsname in „Union Fecht-Club“ (UFC) geändert. Präsident wurde Alexander Prinz von Thurn und Taxis. Ein großer Teil der Mitglieder bestand aus dem Hochadel. Am 23. Mai 1912 bewilligte Kaiser Franz Joseph I. dem Club die Führung der Ehrenbezeichnung „kaiserlich-königlich“ im Vereinsnamen. Ab dem 25. Januar 1913 war es dem „k. k. Union Fechtclub“ auch gestattet, den Reichsadler im Vereinswappen zu führen.
Nach dem Eintritt Italiens in den Ersten Weltkrieg sah sich Barbasetti gezwungen, als „feindlicher Ausländer“ Wien zu verlassen. Der UFC konnte als einziger Fechklub in Wien ein regelmäßiges Training während des Ersten Weltkriegs aufrechterhalten. Nach dem Krieg zog der Verein innerhalb Wiens nach Tuchlauben 3.
Nach dem Anschluss Österreichs an das Deutsche Reich belegten die UFC-Fechter Roman Fischer einen 1. und Hubert Loisel einen 2. Platz in der ersten großdeutschen Fechtmeisterschaft, die sich damit für die Olympischen Spiele 1940 qualifizierten. Wegen des Ausbruchs des Zweiten Weltkriegs wurden die Olympischen Spiele in Tokio abgesagt. Im Zweiten Weltkrieg übersiedelte der UFC innerhalb Wiens in die Renngasse 6. Nach dem Krieg konnte der UFC als erster Fechtverein seinen Übungsbetrieb wieder aufnehmen.
In den Jahren nach dem Krieg konnte der Verein viele Meisterschaften im Einzel- und Mannschaftswettbewerb gewinnen.